# Saison 3 d'Orphan Black
Chronologie
Saison 2 Saison 4
Cet article présente le guide des dix épisodes de la troisième saison de la série télévisée Orphan Black.

## Distribution de la saison

### Acteurs principaux
- Tatiana Maslany (VF : Audrey d'Hulstère) : Sarah / Beth / Alison / Cosima / Helena / Rachel / Tony / Pupok (voix)
- Jordan Gavaris (VF : Gauthier de Fauconval) : Felix, frère adoptif de Sarah
- Dylan Bruce (VF : Laurent Bonnet) : Paul Dierden
- Kevin Hanchard (en) (VF : Mathieu Moreau) : Arthur « Art » Bell, inspecteur et ancien coéquipier de Beth Childs
- Maria Doyle Kennedy (VF : Manuela Servais) : Siobhan Sadler, surnommée Mme S, mère adoptive de Sarah et Felix
- Ari Millen (VF : Pierre Lognay) : Mark Rollins / Miller / Seth / Rudy / Parsons
- Evelyne Brochu (VF : Séverine Cayron) : Delphine Cormier

### Acteurs récurrents et invités
- Skyler Wexler (VF : Clarisse De Vinck) : Kira, fille de Sarah
- Kristian Bruun (VF : Philippe Allard) : Donnie Hendrix, mari d'Allison
- Josh Vokey (VF : Alessandro Bevilacqua) : Scott (9 épisodes)
- Kyra Harper (VF : Rosalia Cuevas) : Dr Virginia Coady (9 épisodes)
- Zoe De Grand'Maison (VF : Nancy Philippot) : Gracie Johanssen (8 épisodes)
- James Frain (VF : Jean-Michel Vovk) : Ferdinand (épisodes 1, 9 et 10)
- Earl Pastko (en) : Bulldog (épisodes 1, 9 et 10)
- Amanda Brugel : Marci Coates (épisodes 1 à 3, 7 et 10)
- Michiel Huisman (VF : Karim Barras) : Cal Morrison (épisode 2)
- Justin Chatwin : Jason Kellerman (épisodes 4 à 8)
- Ksenia Solo (VF : Helena Coppejans) : Shay Davydov (épisodes 5 à 10)
- Sheila McCarthy : Connie Hendrix (épisode 7)

## Production
La production a repris en octobre 2014, ajoutant Kyra Harper, Ksenia Solo, Earl Pastko (en), Justin Chatwin et James Frain à la distribution.

## Liste des épisodes

### Épisode 1:La Guerre des clones
- Canada /  États-Unis : 18 avril 2015 sur Space[3] / BBC America+AMC+IFC+SundanceTV+WE tv[4]
- France : 21 juillet 2015 sur Netflix
- Québec : 14 juin 2016 sur Ztélé[5]

- États-Unis : 
  - 535 000 téléspectateurs[6] (BBC America seulement)
  - 1,27 million de téléspectateurs (total des 5 chaînes)

- Le titre original de l'épisode est tiré d'une citation du discours de fin de mandat de Dwight D. Eisenhower.

### Épisode 2:Décisions de crise
- Canada /  États-Unis : 25 avril 2015 sur Space / BBC America
- France : 21 juillet 2015 sur Netflix
- Québec : 21 juin 2016 sur Ztélé

### Épisode 3:Les Liens du sang
- Canada /  États-Unis : 2 mai 2015 sur Space / BBC America
- France : 21 juillet 2015 sur Netflix
- Québec : 28 juin 2016 sur Ztélé

### Épisode 4:L'Enfant miracle
- Canada /  États-Unis : 9 mai 2015 sur Space / BBC America
- France : 21 juillet 2015 sur Netflix
- Québec : 5 juillet 2016 sur Ztélé

- Justin Chatwin (Jason Kellerman)

### Épisode 5:Les Cicatrices des frustrations passées
- Canada /  États-Unis : 16 mai 2015 sur Space / BBC America
- France : 21 juillet 2015 sur Netflix
- Québec : 12 juillet 2016 sur Ztélé

- Ksenia Solo (Shay)

### Épisode 6:L'Agonie (certaine) du champ de bataille
- Canada /  États-Unis : 23 mai 2015 sur Space / BBC America
- France : 21 juillet 2015 sur Netflix
- Québec : 19 juillet 2016 sur Ztélé

### Épisode 7:Une redoutable communauté de crainte et de haine
- Canada /  États-Unis : 30 mai 2015 sur Space / BBC America
- France : 21 juillet 2015 sur Netflix
- Québec : 26 juillet 2016 sur Ztélé

### Épisode 8:Association d'ennemis
- Canada /  États-Unis : 6 juin 2015 sur Space / BBC America
- France : 21 juillet 2015 sur Netflix
- Québec : 2 août 2016 sur Ztélé

### Épisode 9:Le Fantôme de demain
- Canada /  États-Unis : 13 juin 2015 sur Space / BBC America
- France : 21 juillet 2015 sur Netflix
- Québec : 9 août 2016 sur Ztélé

### Épisode 10:La Suprématie de la Néolution
- Canada /  États-Unis : 20 juin 2015 sur Space / BBC America
- France : 21 juillet 2015 sur Netflix
- Québec : 16 août 2016 sur Ztélé